# I sanningens namn (bok)
I sanningens namn är en kriminalroman från 2015 skriven av Viveca Sten. Det är den åttonde boken i en serie Sandhamnsdeckare om kriminalinspektören Thomas Andreasson och juristen Nora Linde.